# Thập nhị chương Quốc huy
Thập nhị chương Quốc huy (tiếng Trung: 十二章國徽; bính âm: Shí'èr zhāng Guóhuī) là biểu tượng quốc gia của Đế quốc Trung Hoa và Trung Hoa Dân Quốc từ năm 1913 đến 1928. Nó được dựa trên những biểu tượng Trung Quốc cổ xưa của Thập nhị chương.

## Lịch sử
Vào tháng 8 năm 1912 (năm đầu tiên thành lập Trung Hoa Dân Quốc), Lỗ Tấn, Tiền Đạo Tôn và Hứa Thọ Thường, những người đang ở trong văn phòng của Bộ Giáo dục Trung Hoa Dân Quốc, được lệnh vẽ biểu tượng quốc gia và hoàn thành nó vào ngày 28 tháng 8. Bản vẽ của Tiền Đạo Tôn, được viết bởi Lỗ Tấn, được xuất bản vào tháng 2 năm 1913.
Vào tháng 2 năm 1913 (năm thứ hai thành lập Trung Hoa Dân Quốc), tập đầu tiên của tập đầu tiên của Danh mục hàng tháng của Văn phòng Biên soạn của Bộ Giáo dục có"Hướng dẫn Dự thảo Biểu tượng Quốc gia cho Hội đồng Nhà nước". Nó cũng được nêu trong các ghi chú rằng hình ảnh gốc đã được sửa đổi bởi Hội đồng Nhà nước. Bài viết chưa được ký, nhưng nó phù hợp với hồ sơ trong"Nhật ký của Lỗ Tấn"và nên được coi là một tác phẩm của Lỗ Tấn và những người khác."Danh mục của Bảo tàng Lỗ Tấn"hiện tìm thấy"khuôn mẫu chì của mẫu biểu tượng quốc gia thời Viên Thế Khải", đó là một mẫu biểu tượng quốc gia mười hai chương, chì và văn bản đơn giản.